# Peintre de Dokimasie
Le peintre de Dokimasie (actif entre 480 et 460 av. J.-C. à Athènes) est un peintre grec de vases du style attique à figures rouges. Son  nom conventionnel est dérivé d'un vase conservé au Altes Museum de Berlin, montrant l'inspection des chevaux au festival de Dokimasie. Avec d'autres peintres de vases notables comme le peintre de Briséis ou le peintre de la Fonderie, il fut influencé par l'atelier du peintre de Brygos, l'un des plus importants peintres de vases à figures rouges de l'Archaïque tardif.

## Galerie

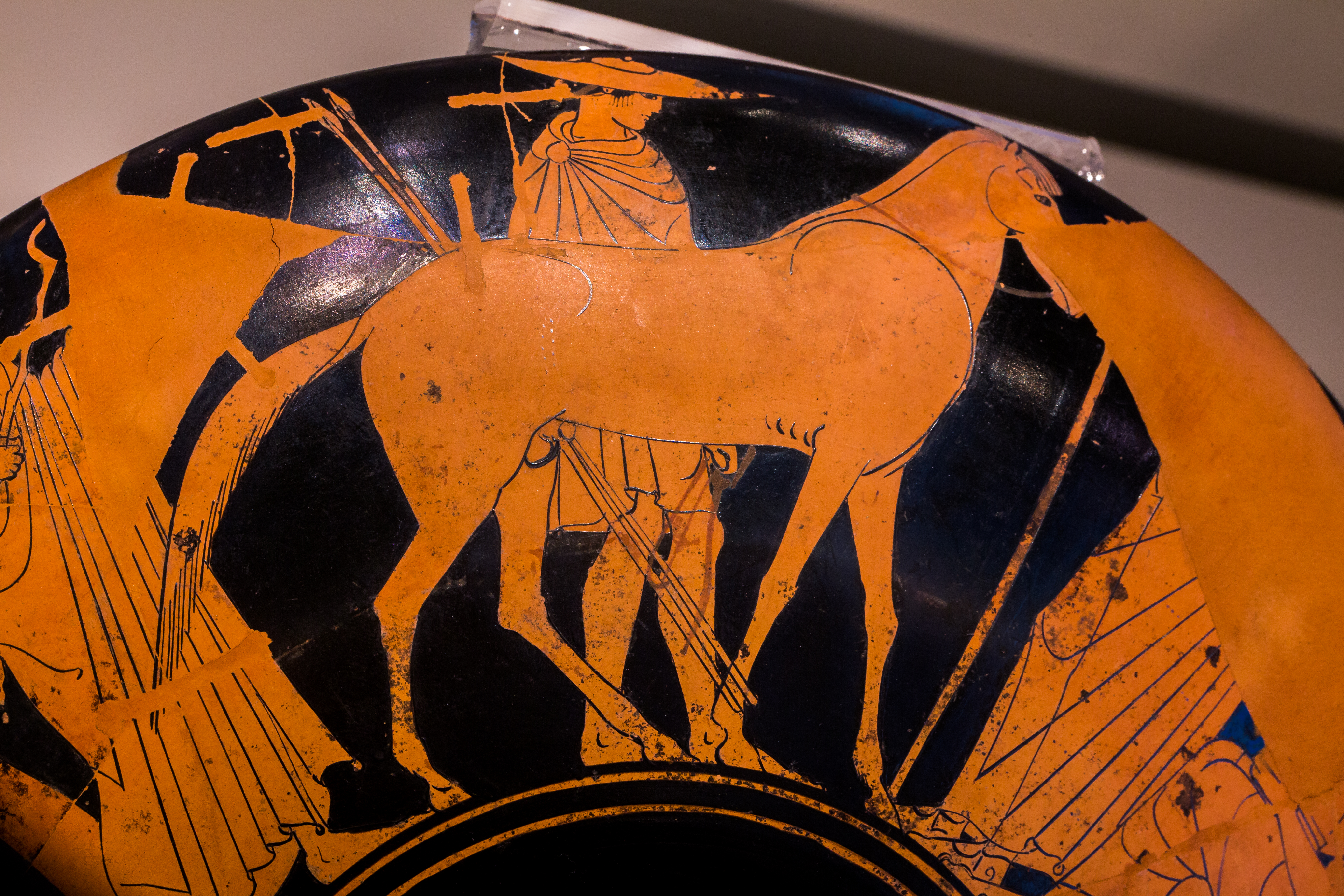
Vase donnant le nom du peintre Dokimasie représentant une « Dokimasia ».
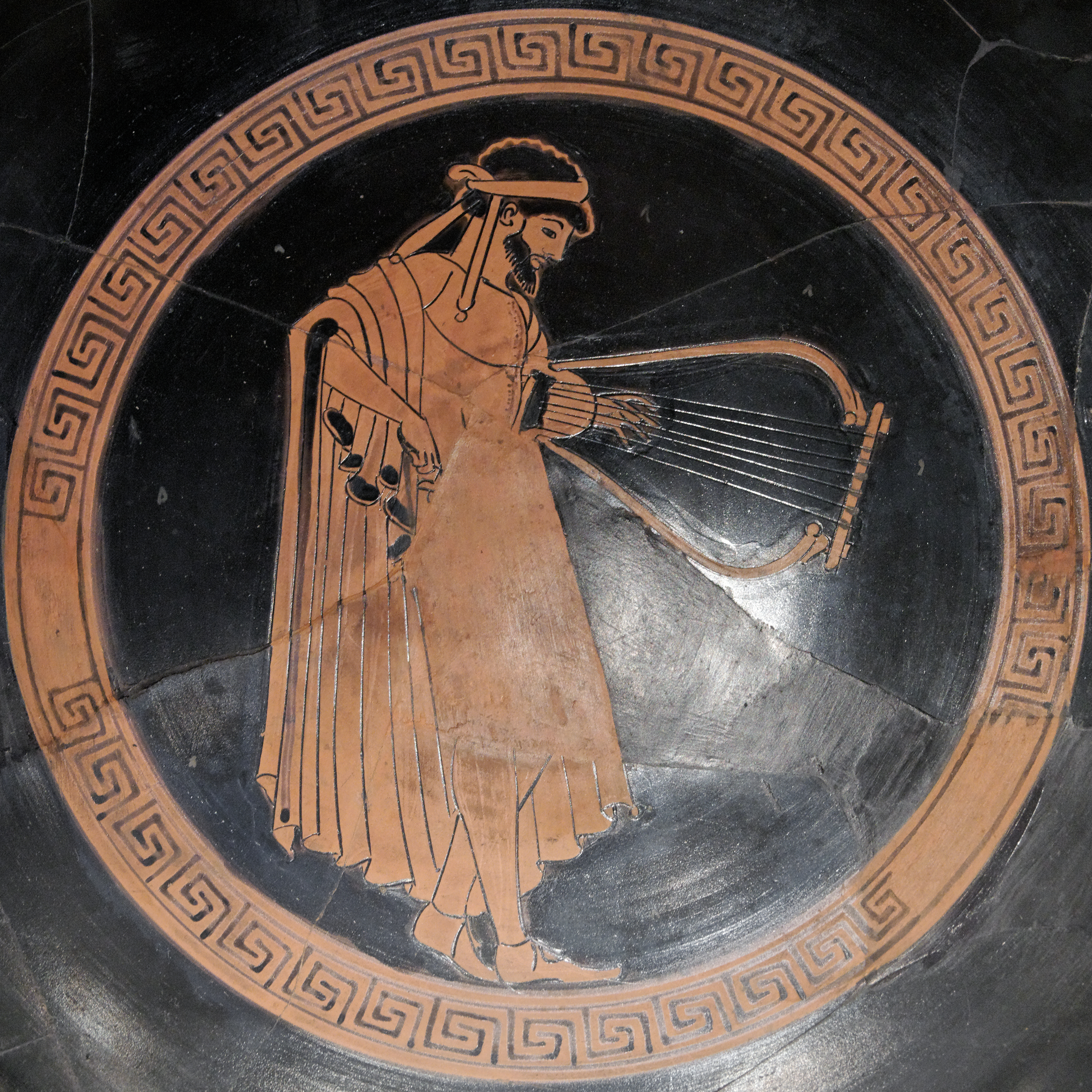
Image attribuée au peintre de Dokimasie sur un kylix : un homme avec Lyre.